# 岩田礼 (ノンフィクション作家)
岩田 礼（いわた れい、1921年11月27日 - 2002年）は、日本のジャーナリスト、ノンフィクション作家。
下関市生まれ。本籍・宮崎県。本名・戸島和郎。1943年毎日新聞社西部本社入社。直後に召集を受ける。46年復員し復職。久留米支局長、徳山支局長、学芸課副参事、76年定年退職。毎日文化センターの自分史・文章講座講師。91年第1回北九州市自分史文学大賞受賞。

## 著書
- 『坂本繁二郎』新人物往来社 1973
- 『劉生の死』劉生の会 1975
- 『香月泰男』日動出版部 1977
- 『軍務局長斬殺』図書出版社 1978
- 『天皇暗殺』図書出版社 1980
- 『無法松一代 岩下俊作と祇園太鼓』あらき書店 1982
- 『聖馬昇天 坂本繁二郎と私』学習研究社 1991
- 『煉獄 女たちの虎ノ門事件』三一書房 1995